# From Here to Infirmary
From Here to Infirmary è il terzo album studio degli Alkaline Trio. L'album contiene Private Eye e Stupid Kid ed è il primo e unico album registrato dal batterista Mike Felumlee.

## Tracce
1. Private Eye – 3:30 - (Matt Skiba)
2. Mr. Chainsaw – 3:05 - (Matt Skiba)
3. Take Lots with Alcohol – 3:13 - (Dan Andriano)
4. Stupid Kid – 2:23 - (Matt Skiba)
5. Another Innocent Girl – 3:37 - (Dan Andriano)
6. Steamer Trunk – 2:49 - (Matt Skiba)
7. You're Dead – 3:50 - (Matt Skiba)
8. Armageddon – 2:49 - (Matt Skiba)
9. I'm Dying Tomorrow – 2:20 - (Dan Andriano)
10. Bloodied Up – 2:51 - (Matt Skiba)
11. Trucks and Trains – 3:16 - (Matt Skiba)
12. Crawl – 4:25 - (Dan Andriano)
13. Standard Break – 2:36 - (Dan Andriano)*
14. Hell Yes – 3:57 - (Matt Skiba)**

*Presente solo nella versione Inglese.

**Presente solo nella versione Europea e Giapponese.

## Formazione
- Matt Skiba - voce, chitarra
- Dan Andriano -  voce, basso
- Mike Felumlee - batteria